# Jack Rose (piłkarz)
Jack Joseph Rose (ur. 31 stycznia 1995 w Solihull w Anglii) – angielski piłkarz występujący na pozycji bramkarza w klubie Southampton.

## Kariera
W czerwcu 2013 roku podpisał swoją pierwszą umowę w karierze z West Bromwich Albion, w którym grał jako zawodnik akademii i drużyny młodzieżowej. W listopadzie 2014 roku został wypożyczony do Accrington Stanley za sprawą kontuzjowanych bramkarzy – Aarona Chapmana i Jesse Joronena. Zadebiutował 9 listopada w Pucharze Anglii przeciwko Notts County, zachowując czyste konto. 15 listopada zadebiutował w meczu ligowym z Carlisle United. Rose został wolnym zawodnikiem w dniu 30 czerwca 2017 roku.

### Southampton
W sierpniu 2017 roku Rose związał się roczną umową z Southampton.